# Hyposidra ingrata
Hyposidra ingrata là một loài bướm đêm trong họ Geometridae.